# Prismă pentagramică
În geometrie prisma pentagramică este o prismă cu baza pentagramică. Este un tip de heptaedru cu 7 fețe, 15 laturi și 10 vârfuri. Topologic este identică cu prisma pentagonală.
Dacă fețele sunt toate regulate, prisma pentagramică este un poliedru semiregulat, mai general, un poliedru uniform cu indicele U78(a). Este prima într-un set infinit de prisme formate din fețe laterale pătrate și două baze poligonale stelate regulate. Are simbolul Schläfli t{2,5/2}. Poate fi văzută ca produsul cartezian al unei pentagrame regulate și al unui segment, {5/2}×{}. Dualul unei prisme pentagramice este o bipiramidă pentagramică.
Grupul de simetrie al unei prisme pentagramice drepte este D5h de ordinul 20. Grupul de rotație este D5 de ordinul 10.

## Geometrie

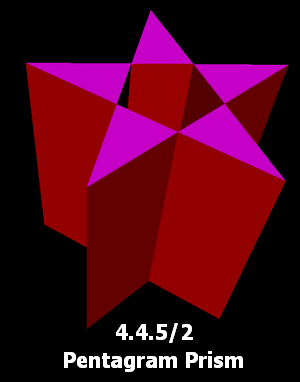
O reprezentare alternativă cu centrul pentagramelor gol

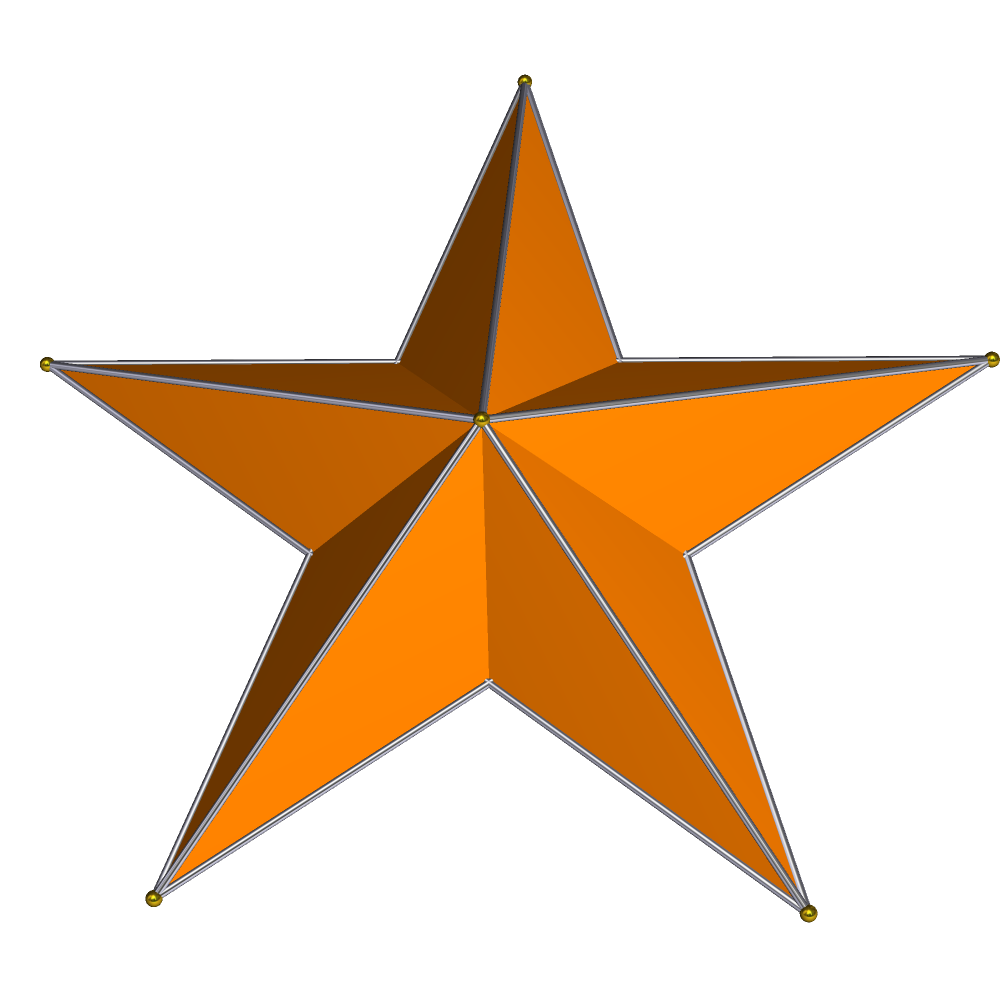
Dual: bipiramidă pentagramică

Zona dintre fațetele triunghiulare este un interior ambiguu datorită autointersectării. Regiunea centrală pentagonală poate fi considerată de interior sau exterior, în funcție de modul în care este definit interiorul. O definiție a interiorului este ca fiind mulțimea punctelor care au o rază care traversează frontiera domeniului de un număr impar de ori pentru a ieși din perimetru. Însă din zona centrală razele care traversează o față laterală mai traversează o față, laterală sau nu, dar razele care traversează unul din pentagoanele centrale ies din perimetru după o singură traversare.